# کارلو فراریو
کارلو فراریو (انگلیسی: Carlo Ferrario؛ زادهٔ ۲۰ نوامبر ۱۹۸۶) بازیکن فوتبال اهل ایتالیا است.
از باشگاه‌هایی که در آن بازی کرده‌است می‌توان به باشگاه فوتبال کیه‌وو ورونا، باشگاه فوتبال مونتسا، و باشگاه فوتبال وارزه اشاره کرد.
وی همچنین در تیم ملی فوتبال Italy U20 "C" بازی کرده‌است.